# Feministische Filmtheorie
Feministische Filmtheorien untersuchen Filme u. a. auf ihre geschlechtsspezifischen Repräsentationsstrategien, Subjektivitätskonzepte und geschlechterdifferenten Produktions- und Rezeptionsbedingungen.
Die Feministische Filmtheorie entstand in den 1970er Jahren in den Vereinigten Staaten und Großbritannien, hat sich seitdem stetig entwickelt und analysiert Filme mit Methoden der Semiotik, Psychoanalyse, Dekonstruktion und Diskursanalyse, sowie auch ethnografischen oder soziologischen Modellen.

## Geschichte
Die ersten feministischen Filmtheorien wurden durch den Feminismus der zweiten Welle und der Frauenforschung in den 1960er und 1970er Jahren beeinflusst. Zu dieser Zeit konzentrierten sich politisch engagierte Filmemacherinnen und -kritikerinnen auf die Funktion weiblicher Charaktere in Filmerzählungen und hinterfragten von Männern imaginierte Frauenbilder in Hollywood-Filmen.
Insbesondere der große Einfluss der Medien auf die Manifestation und Aufrechterhaltung patriarchalischer Strukturen ist ein Kritikpunkt, der in der Anfangsphase der feministischen Filmtheorie thematisiert wurde.
Die ersten Bücher über dieses Thema waren Popcorn Venus: Women, Movies, and the American Dream (1973) von Marjorie Rosens und From Reverence to Rape (1974) von Molly Haskells. Beide Arbeiten kritisieren ein verzerrtes Bild von Frauen in Hollywood-Filmen und waren Teil einer Bewegung, die Frauen sowohl im Dokumentarfilm als auch im Erzählkino authentischer darstellen wollte.
„Kino als Propagandaarm der amerikanischen Traummaschine wird als bloßer Spiegel ideologischer Lüge und Täuschung dessen, was Frauen in der Realität sind oder repräsentieren (sollen), begriffen, als ein in sich selbst transparentes Fenster zu Welt also.“
Nachdem es in den Anfängen der feministischen Filmtheorie hauptsächlich um das Sichtbarmachen und die Bewertung von Frauenklischees in Filmen gegangen war, fing man ab Mitte der 1970er Jahre an, den Film als eine Art Konstrukt aus filmischen Codes, Montage und Kameratechniken zu sehen, weshalb sich die Aufmerksamkeit vom Inhalt auf die Sprache der filmischen Repräsentation verlagerte.
Zu dieser Zeit entstand eine neue Generation an „Frauenfilmen“, welche Themen der neuen Frauenbewegung aufgriffen und oft von der Selbstfindung ihrer Protagonistinnen handelten (z. B. A Woman Under the Influence (John Cassavetes 1974), Three Women (Robert Altman 1977), An Unmarried Woman (Paul Mazursky 1978) und Girlfriends (Claudia Weill 1978)).
Um 1975 begann die einflussreiche britische Medien- und Theoriezeitschrift Screen, sich mit dem Feminismus und der Psychoanalyse zu beschäftigen. Auch in der britischen Frauenbewegung nutzten zu dieser Zeit Arbeitsgruppen die Psychoanalyse nach Sigmund Freud und Jacques Lacan, um sich diese für eine feministische Theorie des Patriarchats nutzbar zu machen.
Moderne Entwicklungen der feministischen Filmtheorie beziehen sich weniger auf die Theoriebildung, sondern vermehrt auf einzelne Filme, wie deutsche Film- und Medienwissenschaftlerin Heike Klippel konstatierte:

„Dieser Ansatz ist repräsentativ dafür, dass Theoriebildung hier nicht mehr im Vordergrund steht, sondern dass der Schwerpunkt auf der Auseinandersetzung mit konkreten Filmen (oder auch TV-Produktionen) liegt“

Der Versuch liegt darin, konsequente Kritik an der Darstellung und Verortung der Frauen, gegenüber einer patriarchalen Kultur zu betreiben. Die Selbstbestimmung, also die eigenen Handlungs- und Subversionsmöglichkeiten sollen gefestigt werden, ebenso wie das Abkommen von einer negativen Konnotation.

## Werke und Vertreterinnen

### Laura Mulvey

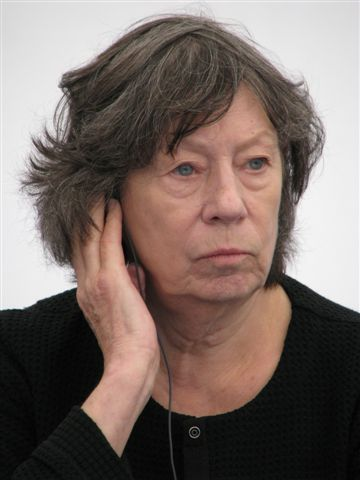
Laura Mulvey

Die britische feministische Filmtheoretikerin Laura Mulvey ist eine der prominentesten Vertreterinnen der psychoanalytischen Perspektive.
Bekannt wurde sie vor allem für ihren 1973 geschriebenen Aufsatz Visual Pleasure and Narrative Cinema, welcher 1975 in der britischen Filmtheoriezeitschrift Screen veröffentlicht wurde und bis heute zu den meistzitierten Aufsätzen der Filmwissenschaft gehört.
Als Grundlage ihrer Theorien verwendete sie die Schriften Sigmund Freuds und Jacques Lacan und trug damit dazu bei, die Ausrichtung der Filmtheorie auf einen psychoanalytischen Rahmen zu verlagern.

„Mit Hilfe der Psychoanalyse zeigt sie auf, wie das Unbewusste der patriarchalen Gesellschaft den Hollywood-Film strukturiere oder – andersherum betrachtet – wie sich der typische Hollywoodfilm bereits existierende Faszinationsmuster (sowohl des Einzelsubjekts als auch der dieses formenden Gesellschaft) zu Nutze mache, um das Kinopublikum zu fesseln.“

In ihrem Aufsatz fordert Mulvey dazu auf, die modernen Filmstrukturen zu zerstören, um Frauen von ihrer sexuellen Objektivierung im Film zu befreien.

### Feministische Filmzeitschriften

Zeitschrift Frauen und Film

Als eines der ersten veröffentlichten Magazine kann Woman & Film genannt werden. Die von 1972 bis 1975 in Kalifornien veröffentlichte Zeitschrift hatte das Ziel, das Kino zu verändern und die Menschen aufzuklären.
Das Journal Camera Obscura erschien ab dem Jahr 1976. Es wird seither jährlich dreimal veröffentlicht. Zunächst lag der Fokus wie auch bei Women & Film allein auf der feministischen Filmkultur. Seit dem Jahr 1996 untersucht und berichtet die Zeitschrift weiträumiger als zuvor und entwickelt sich mit den Veränderungen des Kinos weiter.
Zu einer ähnlichen Zeit entstand die deutsche feministische Zeitschrift Frauen und Film in Berlin. Bei dieser gibt es keinen festen Termin für eine neue Ausgabe. Dadurch sind die Veröffentlichungen oftmals sehr umfangreich. Die Zeitschrift versucht nicht nur aktuelle Geschehnisse zu verarbeiten, sondern beschäftigt sich auch mit der Vergangenheit. Frauen und Film gilt als das wichtigste deutschsprachige Forum für Diskussion feministischer Filmtheorie.
Seit 2016 erscheint, wie Woman & Film sowie Camera Obscura in englischer Sprache, Another Gaze. Inhaltlich definiert sich das Medium über das Vorhaben, nuancierte Information über weibliche und queere Menschen als Filmemacher, Protagonisten und als Filmpublikum zu bieten (“to provide nuanced criticism about women and queers as filmmakers, protagonists and spectators”). Verknüpft mit Another Gaze ist die Streamingplattform Another Screen.